# Victor Kristiansen
Victor Bernth Kristiansen (født 16. december 2002) er en dansk fodboldspiller, der spiller for den engelske klub Leicester i Premier League. Han har tidligere spillet i F.C. København og i den italienske Serie A-klub Bologna, hvortil han var udlejet fra Leicester. Han spiller positionen venstre back.

## Klubkarriere

### F.C. København
Kristiansen blev efter 2020/21-sæsonen knyttet til FCK's førstehold, men havde allerede forinden haft debut for førsteholdet i november 2020 og spillet adskillige førsteholdskampe. 
Kristiansen debuterede for FCK's førstehold i en pokalkamp mod Avarta den 4. november 2020, hvor han blev skiftet ind i det 81. minut. Han fik debut i Superligaen den 29. november samme år, da han blev skiftet ind i overtiden i en kamp mod SønderjyskE. 
I december 2020 skrev han en treårig kontrakt med FCK, hvorefter han i sommeren 2021 rykkede permanent op på klubbens førstehold. Han vandt med FCK det danske mesterskab i 21/22. I januar 2023 blev det offentliggjort, at han skiftede til Leicester. Han opnåede i alt 73 kampe og et enkelt mål for FCK.  

### Leicester City F.C.
Victor Kristiansen skrev i januar 2023 en kontrakt gældende for fire et halvt år med Premiere League-klubben Leiceter City F.C. Leicester rykkede ud af Premier League ved afslutningen af 2022-23-sæsonen. August 2023 skiftede Victor Kristiansen videre til Bologna på en lejeaftale gældende for 2023/24-sæsonen. Kristiansen opnåede 34 kampe for Bologna (heraf 32 i Serie A) inden lejeaftalen ophørte, hvorefter han vendte tilbage til Leicester. 

## Landsholdskarriere
Han fik debut på U/16-landsholdet den 14. februar 2018 og har siden spillet på de danske ungdomslandshold, herunder U/21-landsholdet, hvor han deltog ved EM-slutrunden i 2022. 
Han fik debut på A-landsholdet den 19. juni 2023 i en EM-kvalifikationskamp mod Slovenien.